# Rudolf von Braunschweig-Wolfenbüttel

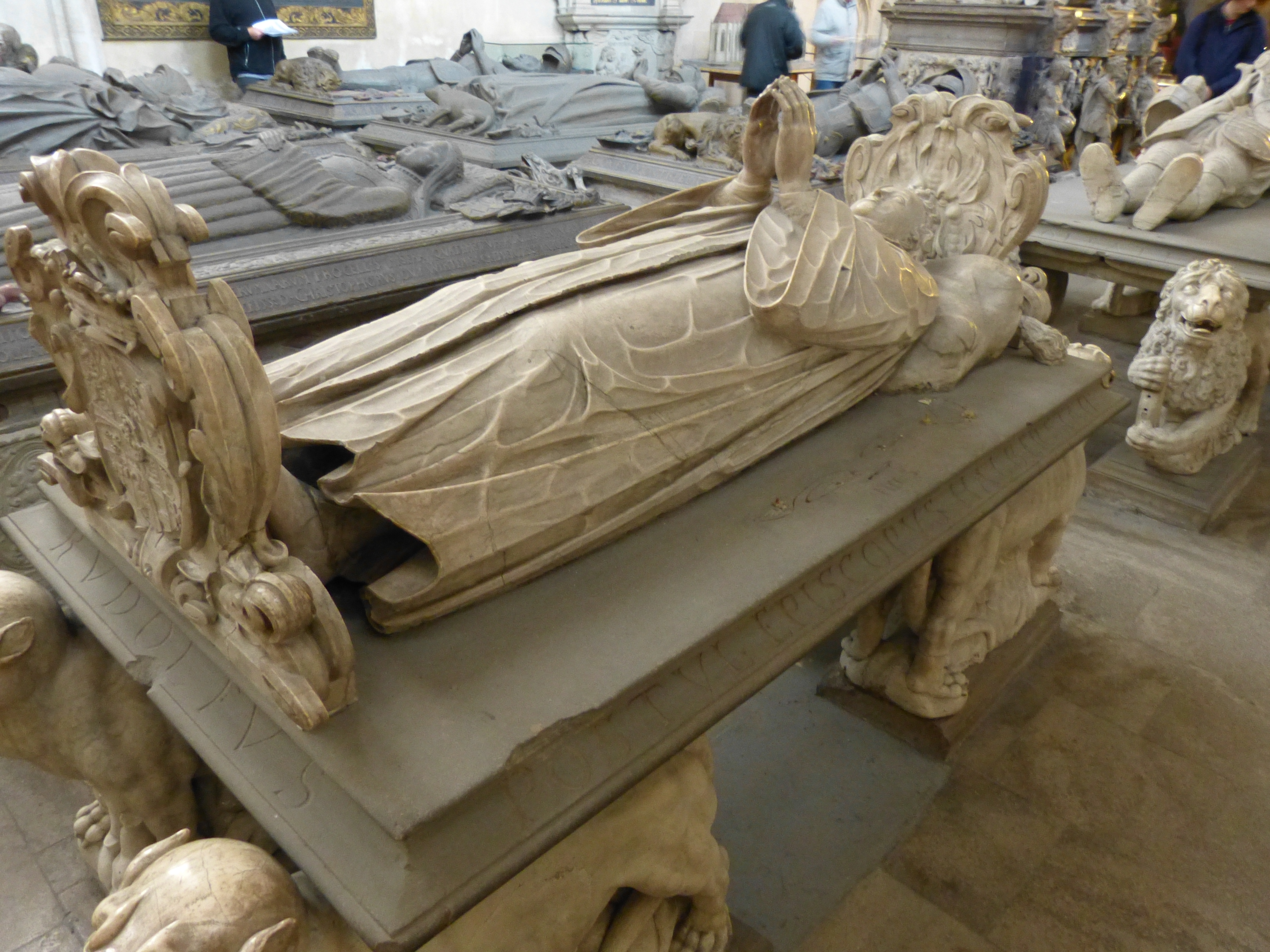
Grabmal Rudolf von Braunschweig-Wolfenbüttel in der Stiftskirche Tübingen

Rudolf von Braunschweig-Wolfenbüttel (* 15. Juni 1602 in Wolfenbüttel; † 13. Juni 1616 in Tübingen) war ein Prinz von Braunschweig-Wolfenbüttel und als Rudolf III. Bischof von Halberstadt.

## Leben
Rudolf war ein Sohn des Herzogs Heinrich Julius von Braunschweig-Wolfenbüttel (1564–1613) aus dessen zweiter Ehe mit Elisabeth (1573–1626), ältester Tochter des Königs Friedrich II. von Dänemark.
Als Rudolf III. wurde er 1615 auf Empfehlung seines Vaters vom Kapitel in Halberstadt zum protestantischen Administrator des Bistums Halberstadt gewählt und folgte damit seinem jüngeren Bruder Heinrich Karl, der 5-jährig gestorben war. Während seiner kurzen Amtszeit dauerten die Streitigkeiten um die Besetzung von Domherrenstellen durch Katholiken weiter an.
Rudolf starb zwei Tage vor seinem 14. Geburtstag während seines Studiums an der Universität Tübingen und wurde in der Tübinger Stiftskirche beigesetzt.